# Коли козаки з турками воювали (мультфільм)
«Коли козаки з турками воювали» — мультфільм 2008 року, який знято за давньою кубанською казкою «Коли козаки з турками воювали».

## Сюжет
Козаки, після битви з турками, захопили помічника турецького султана. Щоб визволити його, турки присилають послів і кажуть, що в них є полонений козак. Турки пропонують обміняти козака на свого товариша.
Отаман козаків посилає пластуна в турецький табір на розвідку. Пластун виявляє, що ніякого козака там немає. Отаман вирішує провчити турків і призначає обмін, але за умови, що обоє полонених будуть у мішках.
Турки передали мішок, який насправді наповнений тютюном. А козаки — мішок зі свинею. Відтоді турки ніколи не намагалися надурити козаків.

## Створення
Мультфільм створено краснодарською студією «АМА-Карандаши». Його знято з використанням засобів перекладної анімації, яку дуже любив видатний український аніматор Черкаський і використовував в українських мультфільмах «Пригоди капітана Врунгеля», «Лікар Айболить» та «Чарівник Ох», а також радянський аніматор Юрій Норштейн у мультфільмі «Їжачок в тумані»).
Мультфільм отримав нагороду як найкращий дитячий фільм на міжнародному фестивалі «Віковий дзвін» та нагороди на кінофестивалі «Райдуга» (Дагестан) і кінофестивалі «Молодий Кіновік». Автори мультфільму висловили бажання аби він був включений до циклу «Гора самоцвітів», який включає казки народів СНД, і до якого входить мультфільм «Злидні» видатного українського аніматора Степана Коваля.